# تشومايلاس
بلدية تشومايلاس (بالإسبانية: Chumillas)‏، هي إحدى بلديات مقاطعة قونكة إحدى مقاطعات إسبانيا، و التي تقع في منطقة قشتالة لا منتشا وسط البلاد، و المائلة لجهة الشرق من إسبانيا.
يبلغ عدد سكانها 84 نسمة وفقاً لإحصائية سنة (2007).